# Il dio dei sogni
Il dio dei sogni (Dream Angus) è un romanzo di Alexander McCall Smith del 2006, inserito tra la narrativa per ragazzi.
Si tratta di un libro in cui la leggenda del dio celtico Angus viene arricchita e completata da episodi inventati dall'autore.

## Contenuto
Angus, il dio della giovinezza, dell'ispirazione poetica e dell'amore era figlio della Ninfa Boann che aveva dovuto subire le attenzioni di Dagda (assimilabile allo Zeus greco).
Negli antichi miti le personalità e l'aspetto dei genitori di Angus sono solo accennati, così l'autore ha trovato spazio per due personali ritratti di divinità, dando anche ad Angus una compagna costretta a vivere un mese da cigno ed un mese da donna.
Ai capitoli dedicati al mito si alternano storie dei giorni nostri in cui protagoniste sono coppie di sposi accomunate dalla comparsa in sogno di Angus.